# گیلز گیلبرت اسکات
 گیلز گیلبرت اسکات (انگلیسی: Giles Gilbert Scott؛ ۹ نوامبر ۱۸۸۰ – ۸ فوریهٔ ۱۹۶۰ (۷۹ سال)) یک معمار اهل بریتانیا بود.
وی همچنین برنده جوایزی همچون شوالیه (لقب) شده است.